# 法兰安游击队医院

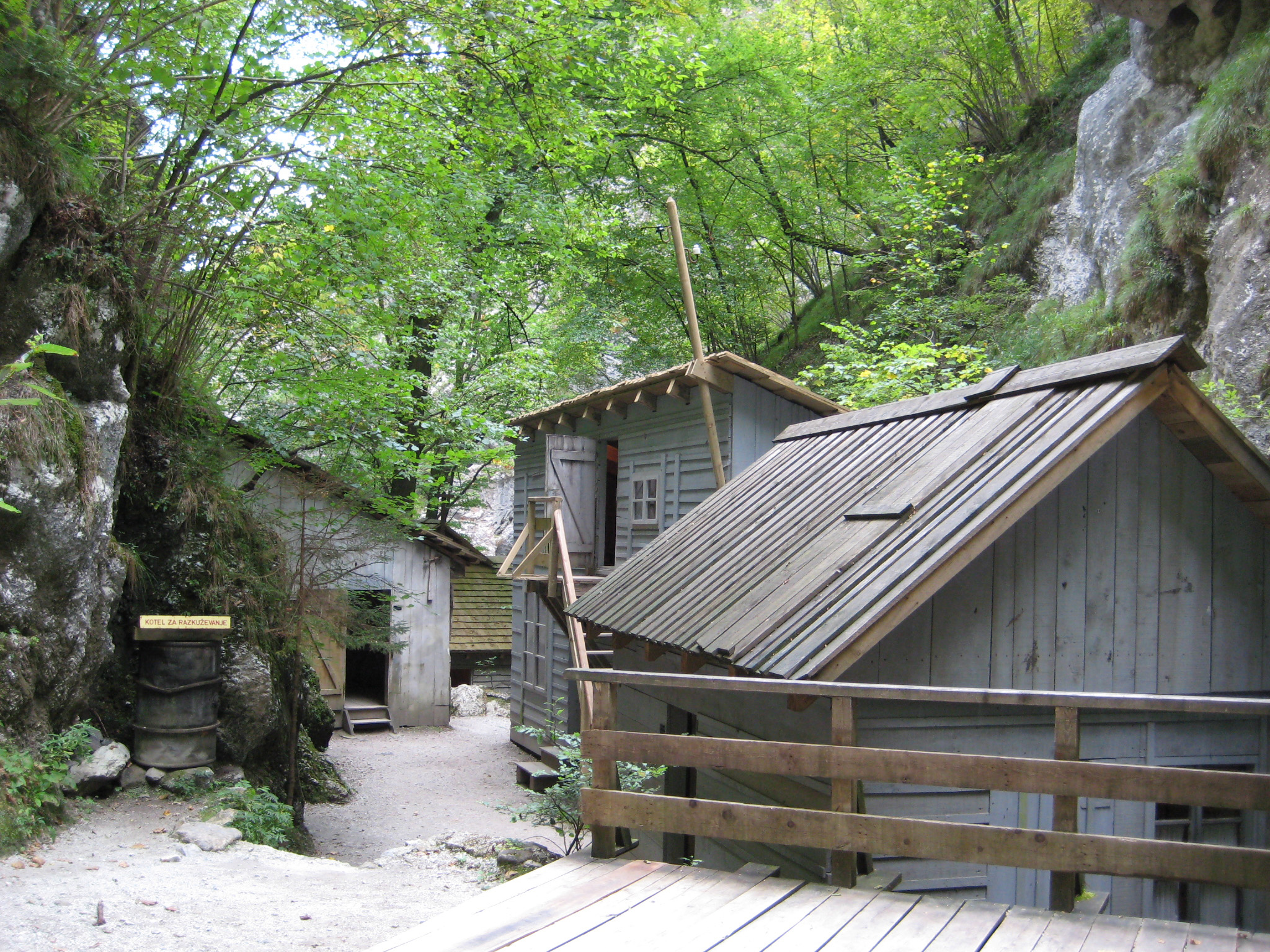
Franja Partisan Hospital on 15 September 2007, three days prior to the hospital's near destruction in a flood

法兰安游击队医院是一座二战时的秘密医院，位于斯洛文尼亚西部的采尔克诺附近。1943年12月在斯洛文尼亚游击队的帮助下开始运作，战争结束后停止运作，战时从未被发现。接受治疗的伤员既来自同盟国也有轴心国。